# EuroPriSe
EuroPriSe (kurz für European Privacy Seal, englisch für „Europäisches Datenschutz-Gütesiegel“) war ein Unternehmen, das Datenschutz-Zertifizierungen als Gütesiegel für Dienstleistungen anbot. Mitte 2025 wurde das Unternehmen liquidiert.

## Geschichte
Ab 2007 untersuchte das Unabhängige Landeszentrum für Datenschutz in Schleswig-Holstein (ULD), ob ein Datenschutz-Gütesiegel auf europäischer Ebene marktfähig sei.
Ab 2009 betrieb das ULD EuroPriSe im Eigenbetrieb. Es bot zunächst Datenschutz-Zertifizierungen nach einem selbst definierten Kriterienkatalog an. 2014 wurde das Unternehmen privatisiert.
2023 erreichte EuroPriSe durch die Deutsche Akkreditierungsstelle die Akkreditierung für die Zertifizierung von Auftragsverarbeitern nach Art. 42 DSGVO und von der Landesbeauftragten für Datenschutz und Informationsfreiheit Nordrhein-Westfalen die Befugnis, als Zertifizierungsstelle tätig zu werden. EuroPriSe war das erste deutsche Unternehmen, dem eine solche Genehmigung eines Zertifizierungsprogramms gelang.

## Belege
1. ↑  Europäisches Datenschutz-Gütesiegel am Start: Akkreditierungen und Pilotzertifizierungen können beginnen. 19. Dezember 2016, archiviert vom Original (nicht mehr online verfügbar) am 19. Dezember 2016; abgerufen am 15. September 2017.
2. ↑  BERICHT zum Gesamtkonzept für den Datenschutz in der Europäischen Union – A7-0244/2011. Abgerufen am 15. September 2017.
3. ↑  https://www.ldi.nrw.de/ldi-nrw-erteilt-die-befugnis-fuer-erste-deutsche-zertifizierungsstelle / https://www.ldi.nrw.de/ldi-nrw-genehmigt-erste-deutsche-kriterien-fuer-datenschutz-zertifizierung